# 迪尔邦科比耶尔
迪尔邦科比耶尔（法語：Durban-Corbières，法語發音：[dyʁbɑ̃ kɔʁbjɛʁ] ⓘ）是法国奥德省的一个市镇，属于纳博讷区。

## 地理
迪尔邦科比耶尔（42°59'45"N, 2°49'1"E）面积25.9 平方千米，位于法国奧克西塔尼大區奥德省，该省份为法国南部沿海省份，北起塔恩省，西北接上加龙省，西接阿列日省，南至东比利牛斯省，东临地中海，东北与埃罗省接壤。
与迪尔邦科比耶尔接壤的市镇（或旧市镇、城区）包括：阿尔巴斯、卡斯卡斯泰勒-德科比耶尔、丰容库斯、弗赖塞代科尔比埃、圣让德巴鲁、科比耶尔新城、维勒塞克-德科比耶尔。

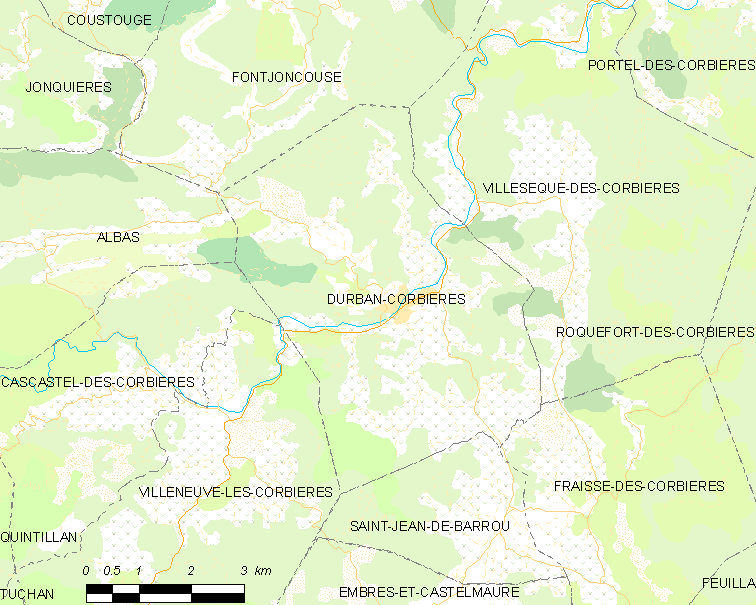
迪尔邦科比耶尔的OSM定位图

迪尔邦科比耶尔的时区为UTC+01:00、UTC+02:00（夏令时）。

## 行政
迪尔邦科比耶尔的邮政编码为11360，INSEE市镇编码为11124。

## 政治
迪尔邦科比耶尔所属的省级选区为莱科比耶尔县。

## 人口

1962-2008年间迪尔邦科比耶尔人口变化图示

迪尔邦科比耶尔于2022年1月1日时的人口数量为644人。